# لوک هارانگودی
لوک هارانگودی (انگلیسی: Luke Harangody؛ زادهٔ ۲ ژانویهٔ ۱۹۸۸) بازیکن بسکتبال اهل ایالات متحده آمریکا است.

## حرفه
از باشگاه‌هایی که در آن بازی کرده‌است می‌توان به کلیولند کاوالیرز، باشگاه بسکتبال یوونتوت بادالونا، بوستون سلتیکس، و باشگاه بسکتبال والنسیا اشاره کرد.